# 出納
出納（すいとう）は、蔵人所の職員の1つで蔵人所の財物の出納をはじめ、一切の庶務を掌った。江戸時代には蔵人方地下人を統括して地下官人としては、少納言局局務・太政官官務とともに「催官人」と呼ばれた。
平安時代には定員3名で蔵人所における出納業務を行ったほか、蔵人所が出す牒・下文・返抄などの文書を蔵人に代わって起草・作成して蔵人とともに連署したことから、学識と事務能力を必要とされ、明法道出身者や官司の事務官出身者が任じられることが多く、また要人などからの推挙も多かった。宇多天皇は退位後に自己の在位中の出納を後院の主典代に任じて事務にあたらせており、天皇とも密接なつながりがあった。ところが、堀河天皇の頃から蔵人に代わって出納が全てを取り仕切り「僭上」とみなされて掣肘が加えられて以後、雑掌的な業務に限定され、地下人が任じられる地位となった。平安時代末期以後は中原氏出身者が多く任命されるようになり、途中安倍氏など他氏が任命されることもあったものの、中世後期に入ると平田家による世襲が確立し、明治維新まで世襲することとなった。
いったんは職掌の多くを奪われた出納であったが、朝廷機構の衰微に伴い出納が蔵人所の職務を再び行うようになった。『禁秘抄』には、「蔵人方一切奉行」と記され、蔵人所の運営の実務面で大きな役割を果たしたことが記され、朝廷の各方面に関わるようになる。
平田職忠は舟橋秀賢を学び、有職故実大家として知られ、後陽成天皇にその才能を寵愛され、地下官人では異例の院昇殿が認められた。その頃成立したばかりの江戸幕府は朝廷秩序の回復に関与することで朝廷の統制を行うことを意図しており、朝廷儀式の再興を望む朝廷側との思惑の合致に伴い、地下官人制度の再編が行われた。その結果、局務押小路家が外記方、官務壬生家が官方、そして出納平田家が蔵人方の地下官人を統率して奉行・職事の指示に従って傘下の地下官人を率いて儀式のために必要な事務・雑務を行うことになった（「禁中諸政諸司等作法事」）。この結果、出納は蔵人所以外の図書寮や主水司、内蔵寮など約60家の地下官人を管轄することになった。また、これに伴い平田家の知行高が31石余りに引き上げられて、地下家第3位の地位に上昇した。これは、長年「両局」「地下官人之棟梁」と称せられ、地下官人の支配を一手に引き受けてきた局務押小路家・官務壬生家による地下官人に対する独占的支配を抑制して、朝廷の再興と運営効率化を図りたいとする江戸幕府と朝廷上層部の思惑があったと言われている。
以後、局務・官務・出納はそれぞれの管轄下の地下官人を統率する催官人としてその地位を世襲した。ただし、待遇において出納平田家は「両局」と称せられた局務押小路家・官務壬生家よりも格下の扱いを受け、押小路家・壬生両家は明治維新に華族に列せられ男爵に叙せられたのに対して、平田家はその他の官人と同様の士族として扱われた。地下官人としての出納の地位は実務面においては局務・官務とほぼ同様の権限を有しており、今日の近世朝廷研究ではこの時期の地下官人を局務・官務・出納の催官人3家によって統率された「三催」体制であったとしている。